# Tour du Cameroun 2009
La 7e édition de la course cycliste Tour du Cameroun a eu lieu du 17 au 28 février 2009. Elle était classée 2.2 à l'UCI Africa Tour 2009.
La victoire est revenue au Britannique David Clarke.

## Les étapes
| Détail    | Date       | Villes étapes            | km  | Vainqueur d'étape | Leader du classement général |
| 1re étape | 17 février | Moutourwa-Kaélé - Maroua | 149 | Houdo Sawadogo    | Houdo Sawadogo               |
| 2e étape  | 18 février | Critérium de Garoua      | 109 | Martinien Tega    | Houdo Sawadogo               |
| 3e étape  | 19 février | Ngaouyanga - Ngaoundéré  | 78  | Damien Tekou      | Sadrak Teguimaha             |
| 4e étape  | 20 février | Pouma - Kribi            | 158 | Milan Barényi     | Sadrak Teguimaha             |
| 5e étape  | 22 février | Kribi - Douala           | 176 | Johan Boucher     | Sadrak Teguimaha             |
| 6e étape  | 23 février | Mbanga - Bafang          | 125 | David Clarke      | David Clarke                 |
| 7e étape  | 24 février | Bafang - Bamenda         | 138 | Martin Skopek     | David Clarke                 |
| 8e étape  | 25 février | Bamenda - Bafoussam      | 79  | Damien Tekou      | David Clarke                 |
| 9e étape  | 27 février | Bangangté - Bafia        | 121 | Jaan Kirsipuu     | David Clarke                 |
| 10e étape | 28 février | Bafia - Yaoundé          | 132 | Joseph Sanda      | David Clarke                 |

## Classement final
| 1.  | David Clarke  | Nordland-Hambourg             | en |        |
| 2.  | Milan Barenyi | Equipe Nationale de Slovaquie | +  | 2' 37" |
| 3.  | Damien Tekou  | SNH Velo Club                 | +  | 6' 46" |
| 4.  |               |                               |    |        |
| 5.  |               |                               |    |        |
| 6.  |               |                               |    |        |
| 7.  |               |                               |    |        |
| 8.  |               |                               |    |        |
| 9.  |               |                               |    |        |
| 10. |               |                               |    |        |